# Jadwiga Pietraszkiewicz
Jadwiga Pietraszkiewicz, po mężu Michońska, na Litwie jako Jadvyga Petraškevičiūtė (ur. 30 sierpnia 1919 w Nalibokach w woj. nowogródzkim, zm. 23 maja 2013 w Łodzi) – polska śpiewaczka operowa, nauczyciel śpiewu solowego, profesor zwyczajny.

## Życiorys
Po ukończeniu w 1947 Konserwatorium Wileńskiego była solistką Litewskiego Teatru Opery i Baletu, występowała gościnnie m.in. na scenie Teatru Bolszoj w Moskwie i Teatru Maryjski w dawnym Leningradzie. Po przyjeździe do Polski w 1959 została solistką teatrów operowych w Warszawie, Łodzi i Bytomiu.
Wykonywała główne role sopranowe w operach P. Czajkowskiego – Eugeniusz Oniegin, Dama pikowa, Mazepa, M. Musorgskiego – Borys Godunow, A. Borodina – Kniaź Igor, G. Verdiego – Aida, Bal maskowy, Moc przeznaczenia, G. Pucciniego – Tosca, Cyganeria, Dziewczyna z Zachodu, P. Mascaganiego – Rycerskość wieśniacza, G. Bizeta – Carmen, S. Moniuszki – Halka, Hrabina, Straszny dwór.
W latach 1963–2006 uczyła śpiewu w PWSM (później Akademii Muzycznej) w Łodzi. Do grona jej najwybitniejszych uczniów należą m.in. Joanna Woś, Urszula Kryger, Anna Walczak, Agnieszka Makówka, Katarzyna Nowak-Stańczyk, Andrzej Niemierowicz, Piotr Nowacki.
Za osiągnięcia artystyczne w byłym ZSRR otrzymała Nagrodę Państwową, Order Lenina oraz miano Zasłużonej Artystki Litewskiej SRR. W Polsce została dwukrotną laureatką Nagrody Ministra Kultury i Sztuki, odznaczona m.in. Krzyżem Kawalerskim Orderu Odrodzenia Polski i Złotym Medalem „Zasłużony Kulturze Gloria Artis”.
Mąż – śpiewak operowy Stanisław Michoński.